# Palacio de los Casares
El palacio de los Casares, está en San Tirso en el concejo asturiano de Candamo. 

## Descripción
La construcción es de planta rectangular y dos pisos. Todo el edificio está revocado excepto los marcos de puertas y ventanas que son de piedra, en el piso superior hay balcones y destaca el del medio que es doble, con el escudo de armas de los Alonso de Casares.

## Conservación
- Datos: Q11063300